# Okroug urbain d'Artiom
L'okroug urbain d'Artiom (en russe : Артёмовский городско́й о́круг, Artiomovski gorodskoï okroug) est une subdivision administrative (ville d'importance régionae) et une municipalité (okroug urbain) du kraï du Primorié en Russie. Situé en Extrême-Orient russe, il se situe dans le sud du Primorié, et il baigné par la mer du Japon. Son centre administratif est la ville d'Artiom, et il compte en tout 6 localités. Sa population s'élevait à 117 858 habitants en 2023.

## Démographie
Recensements (*) ou estimations de la population,:
| 1926* | 1959*  | 1970*   | 1979*   | 1989*   | 2002*   |
| ----- | ------ | ------- | ------- | ------- | ------- |
| 9 341 | 90 681 | 106 084 | 117 974 | 112 826 | 110 963 |

| 2010*   | 2021*   | 2023    | - | - | - |
| ------- | ------- | ------- | - | - | - |
| 112 061 | 118 842 | 117 858 | - | - | - |

## Localités
L'okroug urbain d'Artiom comptait au 29 juin 2023 6 localités, dont une ville.
| Liste des localités | Liste des localités | Liste des localités | Liste des localités         | Liste des localités         |
| N°                  | Localité            | Statut              | Population Recensement 2010 | Population Recensement 2021 |
| ------------------- | ------------------- | ------------------- | --------------------------- | --------------------------- |
| 1                   | Artiom              | ville               | 102 603                     | 109 556                     |
| 2                   | Knevitch            | village             | 4845                        | 4 776                       |
| 3                   | Krolevtsy           | village             | 1008                        | 1 047                       |
| 4                   | Oléni               | village             | 1246                        | 1 051                       |
| 5                   | Sourajevka          | village             | 1944                        | 1 926                       |
| 6                   | Iasnoïé             | village             | 415                         | 486                         |